# Хасан (озеро)
Хаса́н — пресноводное озеро в России, на юге Приморского края (Хасанский район). Площадь — 2,23 км². Площадь водосбора — 6,68 км².
Расположено юго-западнее залива Посьета, недалеко от границы с Китаем, в километре от посёлка Хасан.
Это одно из 4-х озёр Хасанского района, вместе с озёрами Дорицени, Синчени и Малым Мраморным, где растёт лотос.

## История
В историю России озеро вошло благодаря военной операции в этом районе, в результате которой в августе 1938 года советские войска отбили наступление вторгшихся на территорию СССР японских боевых частей.
В честь этих событий получили имена: Хасанская улица (Санкт-Петербург), улица Озеро Хасан (Омск), улица Героев Хасана (Пермь), а также улицы Героев Хасана во Владивостоке и Воронеже.